# زوي ساج
زوي إليزابيث ساج (بالإنجليزية: Zoe Sugg)، هي كاتبة مدونة وشخصية من اليوتيوب ومؤلفة بريطانية،

## حياتها ونِشأتها
وُلدت في الثامن والعشرين من آذار عام 1990 . اشتهرت من خلال قناتها على اليوتيوب باسم (زويلا). روايتها «فتاة متصلة» (بالاجليزية Girl Online) صدرت في نوفمبر / تشرين الثاني عام 2014، وحطّمت الرقم القياسي في أكثر كتاب مبيعًا في أسبوع واحد لمؤلف لمرّة أولى.
ساج هي الأخت الكبرى ل "جو ساج" والذي هو أيضًا شخصية من اليوتيوب معروف بقناته على اليوتيوب " ThatcherJoe ".
ولدت وترعرت في لاكوك، ويلتشاير ارتادت مدرسة The Corsham School و Arts College .
ساج على علاقة ب اليوتبر المعروف Alfie Deyes والمعروف بقناته على اليوتيوب " PointlessBlog "

## مسيرتها
ساج كانت تعمل في شركة التصميم الداخلي عندما انشأت موقعها الخاص «زويلا» في فبراير 2009 . وبحلول نهاية العام أصبح لديها الاف المتابعين، اعتبارا من سبتمبر 2015 تلقى الموقع أكثر من 540 مليون زيارة تقريبا. موقع الموضة والجمال وايلوب الحيا ة توسع إلى قناة يوتيوب في 2009 , في حين ساج كانت تعمل لمتاجر ملابس New Look البريطانية.
في عام 2013 , ساج سميت واحدة من سفراء خدمة المواطن الوطني في بريطانيا، مما يساعد على تعزيز خدمة الشباب التي اطلفت حديثا. وفي العام التالي أطلق عليها اسم أول سفيرة رقمية " digital ambassador " للجمعية اخيرية للصحة العقلية مايند " mind ".

### اليوتيوب
قناة ساج والرئيسية، زويلا، واسمه الأول "zoella280390" بعد تاريخ ولادتها، هي معظمها عن الازياء ومشتريات المكياج أو المفضلات «أي انها تبين المنجات المفضلة لها في كل شهر». والقناة الثانية، MoreZoella، معظمها يحتوي على مدونات الفيديو حيث أنها تظهر للمشاهدين لها ما تفعله في يومها. ساج تتعاون مع الكثير من مستخدمي اليوتيوب أيضا على قناتها زويلا بما في ذلك: لويز بنتلاند المعروفة على اليوتيوب ب SprinkleOfGlitter، الفي دايز المعروف على اليوتيوب ب PointlessBlog، تايلر اوكلي المعروف على اليوتيوب ب Tyler Oakley , تروي سيفان المعروف على اليوتيوب ب Troye Sivan و TroyeSivanVEVO , غريس هيلبيغ المعروفة ب Grace Helbig وغيرهم الكثير.

## وصلات خارجية
- زوي ساج على موقع IMDb (الإنجليزية)
- الموقع الرسمي